# Aphrodite IX
Aphrodite IX è un personaggio dei fumetti, creato da David Wohl e disegnata da David Finch, e pubblicata dalla Top Cow. Aphrodite IX fa la sua prima apparizione nel numero 0 della sua serie.

## Biografia
Aphrodite IX è un androide femminile che soffre di amnesia subito dopo essere stata inviata in una missione sotto copertura. Il suo cervello infatti è stato progettato per dimenticare il suo passato alla fine di ogni missione, per proteggere i suoi padroni, più che se stessa. Aphrodite IX rimane quindi sempre confusa su chi è e inizia sempre di più a trovare sgradevole l'idea di essere un'assassina, mostrando la capacità di pensare, sognare e desiderare come un essere umano. Cercando indizi sul suo passato, Aphrodite si imbatte in una società segreta, costituita interamente da cyborg, il cui scopo è prendere il controllo dell'attuale governo. La nostra protagonista androide riesce finalmente a diventare consapevole di sé e a ricordare l'uccisione del suo creatore. Comincia quindi a ribellarsi contro i suoi padroni e contro la sua riprogrammazione.
L'aspetto di Aphrodite è il suo marchio di fabbrica: capelli e labbra verdi, un cerchio di grandi dimensioni sulla guancia sinistra (anch'esso verde), abiti aderenti, stivali a coscia alta, armi da fuoco e da taglio che porta nella cintura con le munizioni.

### Artefatti
In Artefatti compare una lontana predecessore di Aphrodite IX, il cui nome è Aphrodite IV, che presenta lo stesso aspetto fisico della sua succeditrice. Questa nuova androide ucciderà Julie Pezzini e rapirà Hope Pezzini, la figlia di Darkness e Witchblade, con lo scopo di riunire tutti i 13 Artefatti e causare la fine del mondo (secondo la leggenda, questi Artefatti se separati mantengono l'equilibrio dell'universo, se riuniti ne provocano la fine). Verrà infine distrutta apparentemente da Witchblade.

## Altri media
Un anime di Aphrodite IX era in fase di sviluppo, ma a parte un trailer pubblicato nei primi mesi del 2005, non si ebbero più notizie sul progetto.
Nel 2009, è stato annunciato un film sul personaggio.